# Фернандес Кампо, Сабино
Сабино Фернандес Кампо (исп. Sabino Fernández Campo; 17 марта 1918, Овьедо — 26 октября 2009, Мадрид) — испанский военный и государственный деятель. Активист Фаланги, участник гражданской войны на стороне Франсиско Франко. Занимал военные посты при франкистском режиме. В 1975—1977 — правительственный чиновник, в 1977—1990 — генеральный секретарь королевского дома, в 1990—1993 — начальник королевского дома. В 1981 году сыграл важную роль в защите испанской демократии от ультраправого путча 23-F. Личный дворянин, гранд, обладатель рыцарских титулов.

## В армии Франко
Родился в семье коммерсанта. Учился в коммерческой академии. В 1936 году примкнул к Испанской фаланге, участвовал в гражданской войне на франкистской стороне. Отличился в боях, был ранен. Получил офицерское звание. Принимал участие в военно-полевых судах.
После войны Фернандес Кампо окончил юридический факультет Университета Овьедо. Преподавал в военной академии. В звании генерал-лейтенанта служил главным военно-финансовым контролёром, лично общался с Франсиско Франко. Обучался в США по курсу военной экономики и экономики национальной безопасности. Участвовал в создании армейских экономических структур.

## В демократических реформах
После кончины Франко 20 ноября 1975 года Фернандес Кампо занимал несколько правительственных постов в кабинете Ариаса Наварро. Был секретарём премьер-министра, курировал министерство информации и туризма. В 1977 году король Хуан Карлос I назначил Сабино Фернандеса Кампо генеральным секретарём королевского дома — главным организационным распорядителем и близким политическим советником.
Несмотря на активное членство в ультраправой Фаланге, участие в гражданской войне и многолетнюю службу франкистскому режму, Сабино Фернандес Кампо понимал принципиальную новизну наступившего времени. Он стал эффективным проводником королевского курса либерализации и демократических реформ. Такой «парадокс» объяснялся тем, что Фернандес Кампо исходил прежде всего из национальных интересов Испании. С 1930-х по середину 1970-х эти интересы в его понимании олицетворял Франко. Но после 1975, в совершенно иных условиях, усиление Испании требовало адаптации к демократической и рыночной западноевропейской среде. Объективные национальные задачи Фернандес Кампо ставил выше личных воззрений.

## В подавлении путча
23 февраля 1981 года ультраправые франкисты предприняли попытку государственного переворота — 23-F. Подполковник Антонио Техеро с двумя сотнями бойцов Гражданской гвардии захватили Дворец конгресса, фактически взяв в заложники депутатов парламента и членов правительства. Генерал Хайме Миланс дель Боск, командующий III военным округом, поддержал путч и ввёл чрезвычайное положение в Валенсии. Генерал Хосе Хусте, командир бронетанковой дивизии Brunete, изготовился к движению на Мадрид. Генерал Альфонсо Армада (до 1977 — секретарь королевского дома) пытался убедить монарха и военное командование присоединиться к мятежу для установления правоавторитарного режима.
Армада добивался королевской аудиенции, но через Фернандеса Кампо получил решительный отказ. Дезинформацию о якобы поддержке путча монархом, распространившуюся в армейских кругах, также опроверг Фернандес Кампо. Он же произнёс историческую фразу в разговоре с генералом Хусте: Ni está ni se le espera — «Не ждет и не надеется» (об отношении короля к мятежу). Оперативные действия Фернандеса Кампо серьёзно повлияли на ситуацию и способствовали быстрому подавлению путча. Убеждённый фалангист Сабино Фернандес Кампо причисляется к главным защитникам испанской демократии.
В то же время после 23-F значительно возросло личное политическое влияние, а также престиж генерального секретаря королевского дома.

Драматические события той ночи превратили Фернандеса Кампо из тени короля в верного стража монархии. Эту роль он сохранял до смерти. Он не только был правой рукой короля, но и играл центральную роль в воспитании наследного принца Фелипе.

## В памяти испанцев
30 апреля 1992 года Сабино Фернандес Кампо (по происхождению не дворянин, а буржуа) королевским указом получил личное дворянство, титулы гранда и графа Латореса — «за многолетнее выдающееся служение государству». Годом ранее Фернандес Кампо был удостоен звания почётного гражданина Овьедо. Награждён орденом Карлоса III.
Фернандес Кампо был профессором военной академии, почётным членом Королевской академии медицины Астурии и Леона, Королевской академии моральных и политических наук, академиком Королевской академии юриспруденции и законодательства. С конца 1990-х он состоял в королевском рыцарском ордене и дворянской ассоциации.
Скончался в мадридской Международной клинике в возрасте 91 года.
Имя Сабино Фернандеса Кампо окружено в Испании почётом и уважением. Особо отмечается его роль в демократических преобразованиях второй половины 1970-х и в подавлении 23-F. Именно участие в становлении и защите демократии сделало Фернандеса Кампо выдающимся государственным деятелем Испании.

## В личных связях
Генерал Фернандес Кампо длительное время служил вместе с генералом Армадой и поддерживал с ним дружеские личные отношения. На этом строился один из неоправдавшихся расчётов Армады в 23-F. Фернандес Кампо чётко осуществлял подавление путча, но старался смягчить наказание для Армады во время суда (практическая роль Армады в мятеже была невелика).
Фалангист Фернандес Кампо был лично знаком с генеральным секретарём испанской компартии Сантьяго Каррильо. Их общение основывалось на том, что оба в юности участвовали в гражданской войне — на противоположных сторонах.